# Эд-Дебба
Эд-Дебба (араб. الدبة‎) — город на севере Судана, расположенный на территории Северного штата. Административный центр одноимённого округа.

## Географическое положение
Город находится в юго-восточной части штата, на правом берегу Нила, на высоте 266 метров над уровнем моря.
Эд-Дебба расположена на расстоянии приблизительно 123 километров к юго-юго-востоку (SSE) от Донголы, административного центра штата и на расстоянии 317 километров к северо-западу от Хартума, столицы страны.

## Транспорт
В окрестностях города расположен небольшой одноимённый аэропорт (ICAO: HSDB, IATA: EDB).